# 愛天使

愛天使（原名：ラブやん、作者：田丸浩史）於2000年正式在講談社旗下的Afternoon·季節增刊雜誌上連載的日本漫畫作品。伴隨著同雜誌的休刊、2003年轉載至月刊Afternoon雜誌上以1年4回方式連載。其他在同雜誌同期連載作品大部分進入完結，所以與幸運女神並列進最古老類作品之一，外加歷史之眼也是一同併入。然後單行本於2014年5月發行至20卷。

## 作品摘要
- 參考於ラブやん。

〈愛天使〉是田丸浩史連載作品中最長的漫畫作品。
作品第一話女主人公登場方式採取自〈幸運女神〉。故事形式以1話通常25頁完結構成一篇方式連載，不過偶而會發生頁數減少的時候。
作品中與現實一樣經過一段連載時間主人公從當初登場年齡25加重到32歲的推移。不過故事進行的時間較為緩慢，在進入30歲時這方面比較明顯一點。
舞台背景是「平方市」。第1話時小愛探測到和英說過「在日本...大阪啊！」的話，外加場景描繪與田丸浩史的家鄉「大阪府枚方市」極度相似。

## 故事簡介
- 參考於第一卷簡介。

蘿莉、御宅、維尼的三要素集合為全日本都叱之以鼻的典型超級廢材男·大森和英，在某一天遇見突然降臨在他房間自稱：「天才戀愛天使」小愛說「可以100%讓人交到女朋友甚至120%」。不過為了讓和英交到女朋友做了一番苦鬥，都以結局失敗收場。究竟!?這故事會如何發展下去......。

## 登場人物
- 參考於漫畫1～10卷內容。

### 主要人物
小愛
女主人公。從愛時空來的愛天使。愛天使的段位是黑帶二段，自稱工作成功率100%。從小就有優秀的愛天使才能。
自從與和英遇見後能力下滑、人生也產生了巨大的變化。
大森 和英
男主人公。蘿莉、御宅、維尼的三要素集合為全日本都叱之以鼻的典型現代超級廢材男。小時候是長相秀氣的普通小正太。和崇山 庵子是青梅竹馬。
登場時25歲、現在32歲。眼鏡兼蘿莉控、無業尼特族。
青木 萌
眼鏡娘。登場初期是小學5年級生、現在是牧乃高校一年級生。從小學生時期受和英這變態騷擾。之後中學生時期與三郎交往(受小愛幫忙)。
實乃
愛天使。小愛的後備。愛天使黑帶初段。負責秀彥的愛天使。
橋本 秀彥
和英的情敵兼友人。與和英是同種人，唯一不同點是有書店工作而已。擁有天才般的自慰技巧，被自慰器“精靈”稱為「名人」。
梅蒂·露
天使長。小愛與實乃的上司。蘿莉身形兼童顏的黑髮姬。擁有操控命運的紅線的能力。
關於戀愛經驗的話題，從不積極透露半句，所以這方面是個謎團。所以這樣，和英抱懷疑天使長是處女。

### 美式家庭餐廳「本場美國」的相關人物
蛇文字
「本場美國」的店長。對大森 静江抱持著戀心。收留拉姆潔，以為拉姆潔是美國人。
拉姆潔
宇宙人。烏爾星上的公主。
被和英打敗後，不甘心這樣輸了留在地球修練。被蛇文字收留，並做修練。結局時打敗和英後，返回自己的母星。

### 眼鏡娘咖啡廳「委員長」的相關人物
赤井 實里
眼鏡娘咖啡廳「委員長」的工讀生兼店員。
表面上是清純少女因而人氣很高，實際上是個很會計算的腹黑娘。後期登場次數減少。
曾參加決定日本第一騙子大會、平方市主辦「N.B.L.（天生騙子 ナチュラル・ボーン・ライアー）」第一屆拿下冠軍。
二宮 權造
眼鏡娘咖啡廳「委員長」的常客。連續兩年進入自慰器“精靈”的「榮譽殿堂」打敗了秀彥、和英。
店長
眼鏡娘咖啡廳「委員長」的店長。

### 愛時空的相關人物
永世名人
本名：安德森。小愛的師傅。
雲井 雛
愛時空郵購販賣的女僕型機器人。和英買來後發現不是自律型而是郵購公司遠端控制。
傑
愛時空郵購節目「愛天使·傑的通販蟻地獄」的主持人。因女僕型機器人販賣失敗後，開始兼職副業愛天使的工作。
帝波
愛時空裡的森林的精靈住民。被愛時空的郵購抓來當作「魔法少女的夥伴」的販賣商品，之後被小愛買到後發現過於恐怖棄之秀彥家。
杏樹
小惡魔娘。與愛天使是敵對，專門讓情侶、夫妻的感情變糟分手。

### 其他人物
崇山 庵子
和英的青梅竹馬。巨乳。住和英家隔壁。小學、中學、高中都在一起。個性強勢。最後和職場上的後輩·谷口結婚。
谷口 正人
庵子工作的印刷公司上的後輩。
大森 静江
和英的母親。與蛇文字有外遇關係。對兒子是尼特族傷腦經。
和英的父親
本名不明。獨自出差中。
和英的祖父
本名不明。獨自住在鄉下。父方的祖父。曾因為幻想跟孫女搞亂倫被妻子(和英的祖母)發現而離婚。
關西圍爐裏會的會長
喜歡幼小女子的大朋友們交流、交換情報、體驗交流的發表會會長。
西中島 三郎
通稱：「小三」。小學六年級時曾因吊單槓做不好受和英指導。和萌是同小學、中學時是同年級。當初是個清純少年，中學時向御宅族道路邁進一步。結局與萌分手。
天堂 世音
被「業界」稱為長老，生涯現役蘿莉和堪稱傳說的女性。實際年齡64歲。本人能用「氣之力」變身成蘿莉。
小學主題懷舊公園的設立者·勝（まさる）的青梅竹馬。同樣勝也是能利用「氣之力」變身成正太。

## 書籍情報
- 代理版ISBN是參考誠品書店、金石堂書店等資訊，由於官方沒有ISBN訊息。[4]

| 日本     | 日本           | 日本                   | 台灣代理       | 台灣代理           |
| ラブやん | ラブやん       | ラブやん               | 愛天使         | 愛天使             |
| 卷數     | 發售日期       | ISBN                   | 發售日期       | ISBN               |
| -------- | -------------- | ---------------------- | -------------- | ------------------ |
| 01       | 2002年6月21日  | ISBN 978-4-06-314298-3 | 2004年4月6日   |                    |
| 02       | 2003年7月23日  | ISBN 978-4-06-314324-9 | 2004年5月13日  | ISBN 4710765184308 |
| 03       | 2004年4月23日  | ISBN 978-4-06-314345-4 | 2004年9月8日   | ISBN 4710765188245 |
| 04       | 2004年11月22日 | ISBN 978-4-06-314362-1 | 2006年3月27日  | ISBN 4710765204211 |
| 05       | 2005年6月23日  | ISBN 978-4-06-314382-9 | 2006年7月17日  | ISBN 4710765206406 |
| 06       | 2006年3月23日  | ISBN 978-4-06-314401-7 | 2006年11月23日 | ISBN 4710765210878 |
| 07       | 2006年11月22日 | ISBN 978-4-06-314434-5 | 2007年6月16日  | ISBN 4710765215620 |
| 08       | 2007年7月23日  | ISBN 978-4-06-314465-9 | 2007年12月1日  | ISBN 4710765219284 |
| 09       | 2008年1月23日  | ISBN 978-4-06-314484-0 | 2012年7月20日  | ISBN 4715409851080 |
| 10       | 2008年6月23日  | ISBN 978-4-06-314514-4 | 2012年9月21日  | ISBN 4715409852544 |
| 11       | 2009年1月23日  | ISBN 978-4-06-314543-4 | 2013年7月15日  | ISBN 4715409859321 |
| 12       | 2009年10月23日 | ISBN 978-4-06-314580-9 | 2013年9月11日  | ISBN 4715409859925 |
| 13       | 2010年4月23日  | ISBN 978-4-06-310655-8 |                |                    |
| 14       | 2010年10月22日 | ISBN 978-4-06-310701-2 |                |                    |
| 15       | 2011年5月23日  | ISBN 978-4-06-310751-7 |                |                    |
| 16       | 2011年11月22日 | ISBN 978-4-06-310786-9 |                |                    |
| 17       | 2012年7月23日  | ISBN 978-4-06-387832-5 |                |                    |
| 18       | 2013年2月22日  | ISBN 978-4-06-387870-7 |                |                    |
| 19       | 2013年9月20日  | ISBN 978-4-06-387919-3 |                |                    |
| 20       | 2014年5月23日  | ISBN 978-4-06-387973-5 |                |                    |

## 外部連結
- （日語） アフタヌーン｜ラブやん｜作品紹介｜講談社コミックプラス （页面存档备份，存于）
- （繁體中文） 愛天使 | 長鴻出版社